# Городея
Городе́я (біл. Гарадзея) — селище міського типу в Несвізькому районі Мінської області Республіки Білорусь. Розташоване на автошляху Несвіж—Новогрудок, на річці Городейці; залізнична станція на лінії Мінськ—Барановичі. Населення 4 100 осіб (2009).